# William Cushing

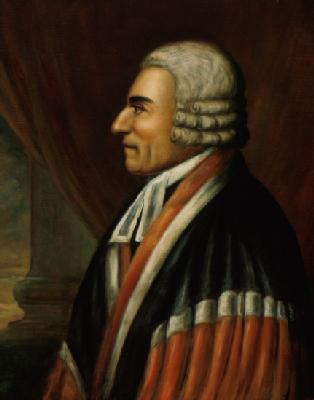
William Cushing

William Cushing (* 1. März 1732 in Scituate, Plymouth County, Province of Massachusetts Bay; † 13. September 1810 ebenda) war ein US-amerikanischer Jurist und von 1789 bis 1810 Richter am Obersten Gerichtshof der Vereinigten Staaten.

## Familie
Die Familie Cushings wanderte 1638 aus England in die Vereinigten Staaten aus und ließ sich zunächst in Hingham, Massachusetts nieder. Schon Cushings Großvater John, und Vater John jr. waren als Richter tätig. Letzterer stieg bis zum Richter am Obersten Gerichtshof von Massachusetts auf und sollte nach dem Ausscheiden Thomas Hutchinsons sogar Vorsitzender Richter werden, was er jedoch ablehnte. Cushings Mutter Mary Cotton stammte aus Plymouth und war die zweite Frau John Cushings.
Cushing selbst heiratete 1774 Hannah Phillips aus Middletown, mit der er bis zu seinem Tod verheiratet war.

## Ausbildung und Tätigkeit als Anwalt
Cushing nahm 1747 sein Studium am Harvard College auf, dass er 1751 abschloss. Nach einer kurzen Tätigkeit als Lehrer in Roxbury und dem Erwerb eines Master of Arts der Yale University kehrte er nach Harvard zurück um Theologie zu studieren. Dieses Studium gab er jedoch 1754 auf und begann in der Anwaltskanzlei von Jeremiah Gridley, einem bekannten Bostoner Anwalt, zu arbeiten. Dieser setzte sich 1758 persönlich für die Zulassung Cushings als Anwalt in Boston ein. Kurze Zeit später ließ er sich zunächst in seiner Heimatstadt Scituate nieder, um sein Büro dann nach Pownalborough in Maine zu verlegen. Dort beriet er hauptsächlich große Firmen beim An- und Verkauf von Land und kam so in Kontakt mit John Adams, der auf demselben Gebiet tätig war.

## Tätigkeit als Richter in Maine und Massachusetts
Als 1760 durch die Aufteilung des Verwaltungsbezirks im Gebiet östlich des Piscataqua River Lincoln County mit Pownalborough als Hauptstadt entstand, wurde Cushing zum Nachlass- und Friedensrichter für den neu entstandenen Bezirk ernannt. In dieser Position war er unter anderem zuständig für die Verwaltung von Grundstücken Verstorbener und konnte so seine als Anwalt gewonnene Erfahrung nutzen.
Nachdem sein Vater 1771 sein Richteramt am Obersten Gerichtshof von Massachusetts aufgegeben hatte, kehrte Cushing nach Boston zurück und trat die freigewordene Richterstelle an. Schon zu Beginn seiner Amtszeit waren die Spannungen, die schließlich zur Amerikanischen Revolution führten spürbar. Cushing bemühte sich bei den zu treffenden Entscheidungen stets um Neutralität und war dafür bei seinen Kollegen und Freunden hoch geschätzt. Im Unabhängigkeitskrieg entschied er sich als einziger Richter des Obersten Gerichtshofs von Massachusetts für die Seite der Rebellen. Aus diesem Grund wurde er 1775 vom Provincial Congress als Richter bestätigt. Nach dem Rücktritt Adams als Vorsitzender Richter im Februar 1777 übernahm Cushing diese Position, die er zwölf Jahre begleitete. 1780 gehörte er zu den ersten Mitglieder der American Academy of Arts and Sciences. 1783 wirkte er als Vorsitzender Richter im viel beachteten Fall Walker gegen Jennison mit und urteilte, dass Sklaverei der 1780 verabschiedeten Verfassung von Massachusetts widerspreche und damit rechtswidrig sei. Während seiner Amtszeit als Vorsitzender sah sich Cushing des Öfteren dem Ärger der Bevölkerung ausgesetzt, da diese nach Ende des Bürgerkriegs – der erhebliche Schulden für Städte und Gemeinden mit sich gebracht hatte – verpflichtet war, enorme Steuern zu entrichten, was von den Gerichten durchzusetzen war. Den Anfeindungen begegnete Cushing mit Ruhe und führte seine Arbeit unbeirrt fort.

## Richter am Obersten Gerichtshof der Vereinigten Staaten

### Beisitzender Richter (1789–1810)
Cushing war 1788 Vizepräsident der Versammlung, die für den Bundesstaat der Verfassung der Vereinigten Staaten zustimmte. Nach Verabschiedung der Verfassung und somit der Schaffung des neuen Obersten Gerichtshofs der Vereinigten Staaten nominierte George Washington Cushing am 24. September 1789 als beisitzenden Richter; der Senat bestätigte ihn zwei Tage später. Während der ersten Sitzungsperiode des neuen Gerichts reisten die Richter noch durch die ihnen zugewiesenen Bundesstaaten, um dort Verhandlungen abzuhalten. Zu Cushings Aufgabenbereich gehörten unter anderem die Staaten Maine, Massachusetts und Virginia. Unter seiner Mitarbeit entstanden zudem grundlegende Entscheidungen wie Chisholm v. Georgia, in dem die Klage eines Bürgers gegen einen Bundesstaat vor einem Bundesgericht für zulässig erklärt wurde. Wiederum erwarb sich Cushing durch seine ruhige, vermittelnde Art und harte Arbeit den Respekt seiner Kollegen. Zudem galt er als enger Vertrauter Washingtons.

### Chief Justice (1794/95; Nominierung 1796)
Während der Reisen John Jays nach England, wo er in den Jahren 1794/95 den nach ihm benannten Jay-Vertrag aushandelte, nahm Cushing die Position des Chief Justice of the United States als dessen Stellvertreter wahr. Nach dem Rücktritt Jays im Jahr 1796 und nachdem John Rutledge vom Senat nicht bestätigt worden war, ernannte Washington Cushing am 26. Januar 1796 zum Chief Justice. Aus gesundheitlichen Gründen musste Cushing die Ernennung, die vom Senat einstimmig gebilligt wurde, am 2. Februar 1796 ablehnen. Ob Cushing als dritter Chief Justice nach John Rutledge und vor Oliver Ellsworth zu sehen ist, ist bis heute umstritten. Aus Sicht einiger Historiker ist diese Frage zu bejahen. Sie ziehen die Sitzungsprotokolle des Gerichtshofs vom 3. und 4. Februar 1796 heran, in denen Cushing als Chief Justice aufgeführt wurde. Andere argumentieren, die Tatsache, dass Cushing weiterhin bis zu seinem Tod 1810 als beisitzender Richter am Gerichtshof verblieb, ohne erneut den Ernennungsprozeß durchlaufen zu müssen, spräche dafür, dass er mit seinem Brief an Washington das Amt des Chief Justice abgelehnt habe und damit nicht als solcher zu sehen sei.